# قرقره نخ آبی
قرقره نخ آبی، که در سال ۲۰۱۵ منتشر شد، بیستمین رمان آنه تایلر نویسنده و رمان‌نویس آمریکایی است.
در تاریخ ۱۳ آوریل ۲۰۱۵، "Spool of Thread Blue " یکی از شش رمان کوتاه فهرست جوایز داستانی زنان بیلی برای داستان بود. این جایزه برای بهترین رمانی که به زبان انگلیسی توسط یک زن از هر ملیت نوشته شده در سال ۱۹۹۶ تأسیس شد. همچنین این رمان در فهرست سال ۲۰۱۵ جایزه‌مان بوکر قرار گرفت.